# St. Nepomuk (Oberrealta)
Die Kapelle St. Nepomuk in Cazis-Oberrealta im Schweizer Kanton Graubünden steht auf einer Wiesenterrasse über dem Talboden des Hinterrheins unmittelbar am Abgrund. Sie wurde 1994 nach Plänen des Domat/Emser Architekten Rudolf Fontana errichtet.

## Geschichte

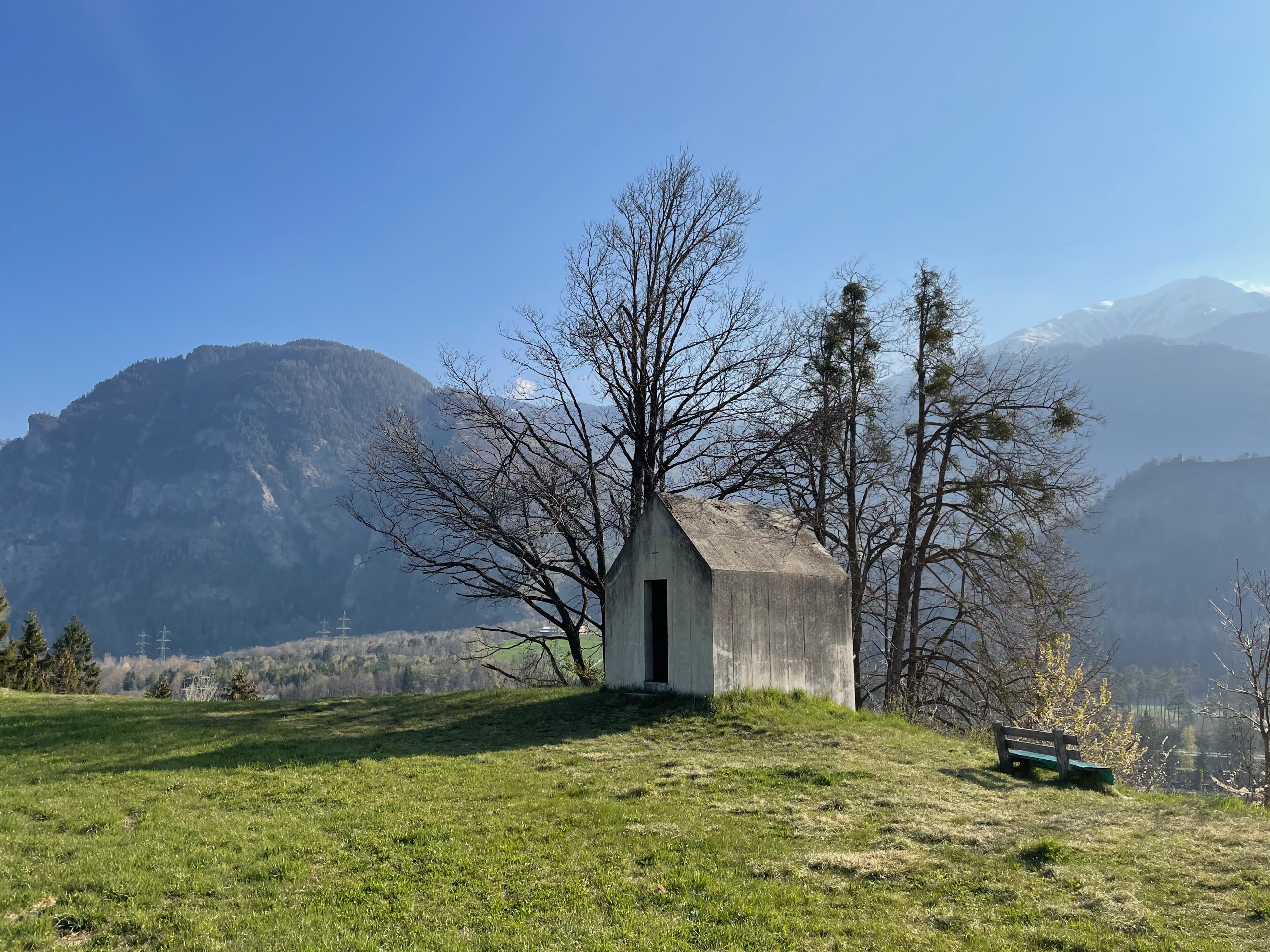
Kapelle St. Nepomuk

Bis zu Beginn des 20. Jahrhunderts stand an derselben Stelle eine Kapelle, die dem Patrozinium des heiligen Nepomuk unterstellt war. Die Kapelle verfiel, und über den ehemaligen Grundmauern  wurde als Zeichen der Erinnerung eine neue Kapelle errichtet. Der Kapellenbauverein Realta trug die Kosten von 60'000 Schweizer Franken.

## Architektur
1991 begann die Planung der Kapelle. Fontanas damaliger Mitarbeiter Christian Kerez entwarf sie. Wie eine schützende Hülle stülpt sich die Kapelle über die Reste der ehemaligen Umfassungsmauer. Wände und Dach sind in Beton gegossen. Eine schmale hohe Öffnung in der Stirnwand dient als Eingang. Dank dem Standort und der Architektur wird die Bergkapelle zu einem archaischen Zeichen in der Gebirgslandschaft. Tragwerksplaner war Toni Cavigelli aus Domat/Ems. Galerist Peter Blums Vorschlag, ein Betonrelief des Künstlers Helmut Federle in das Innere des Hauses zu besetzen, wurde nicht umgesetzt.

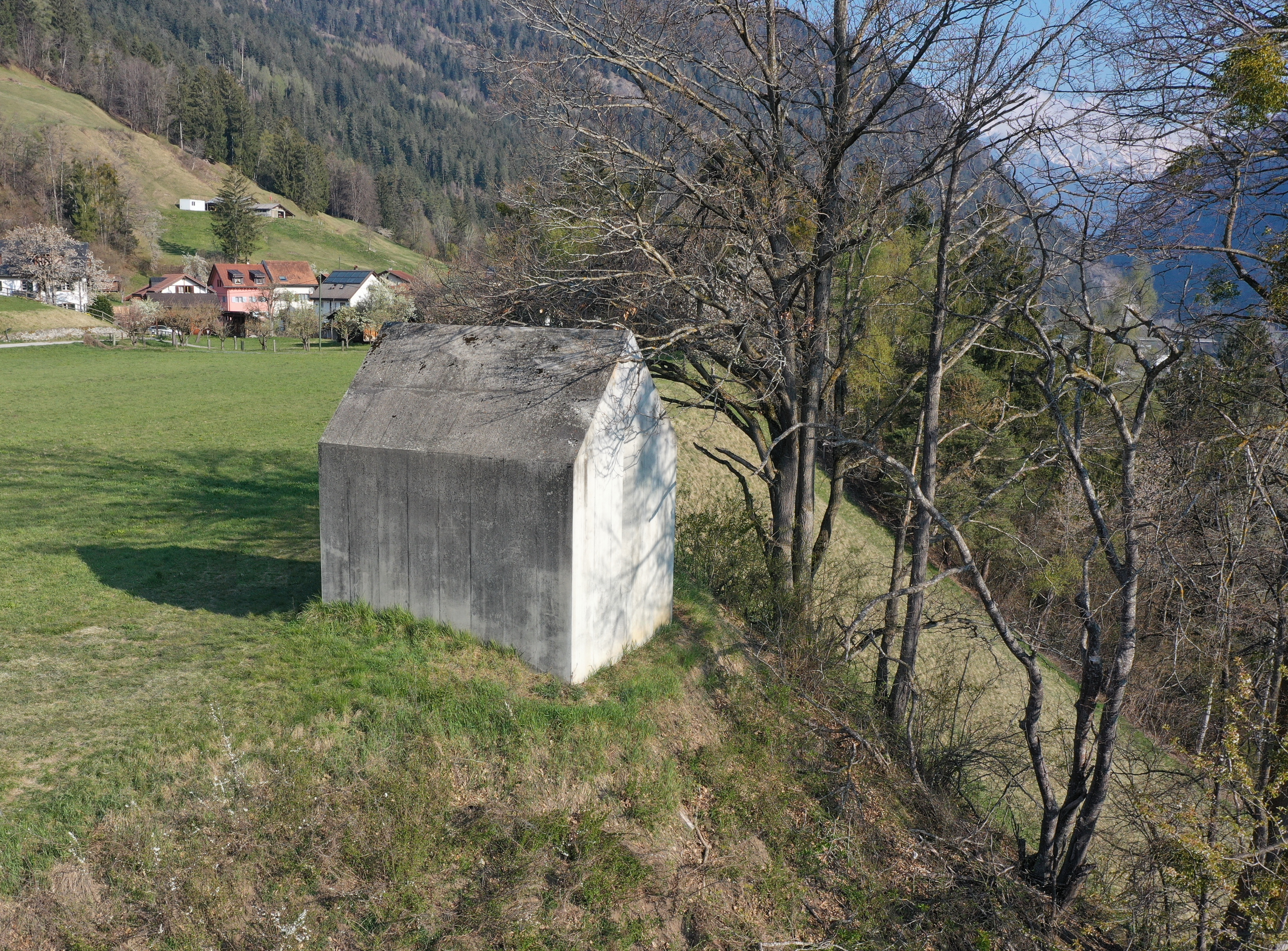
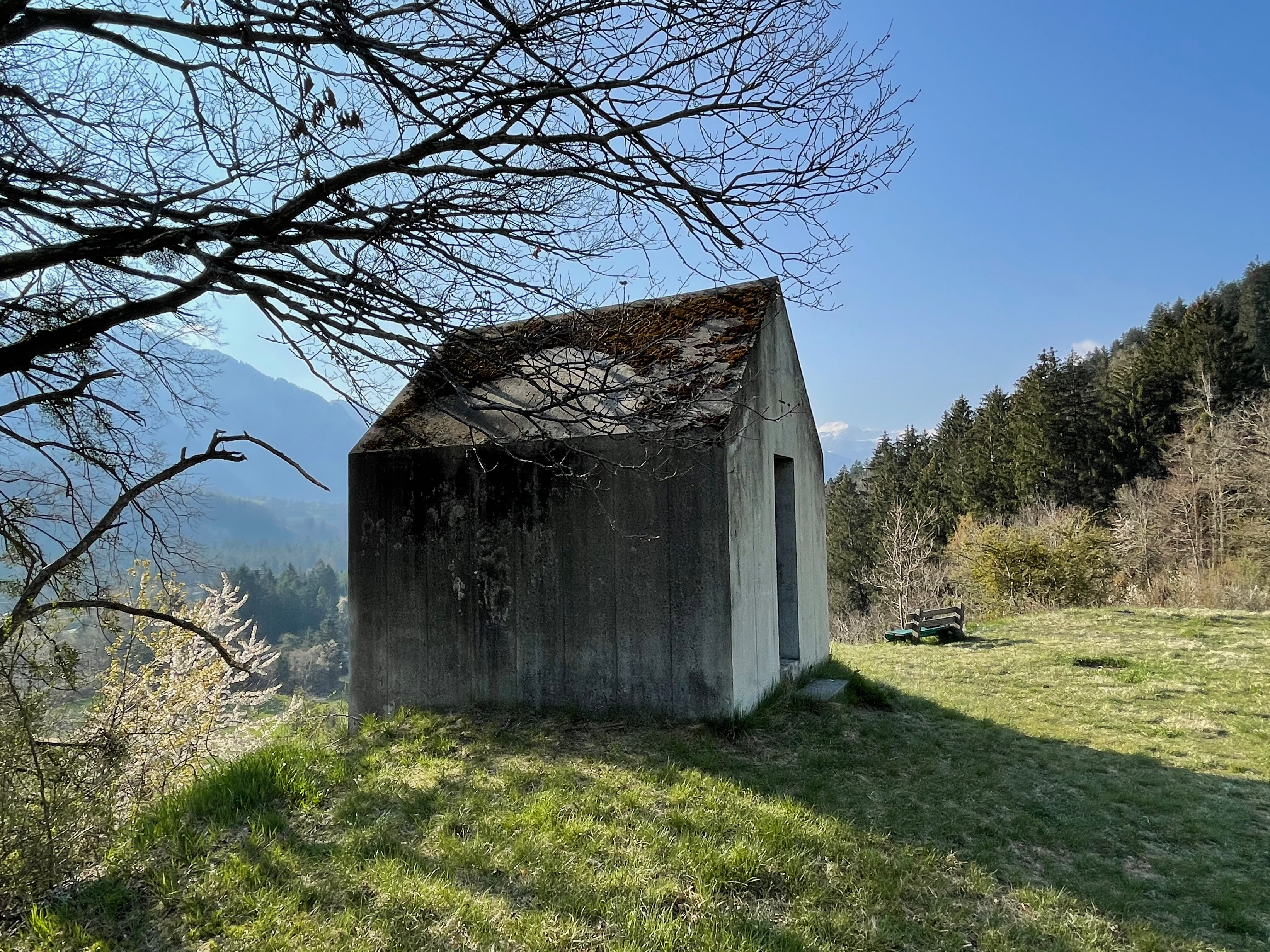
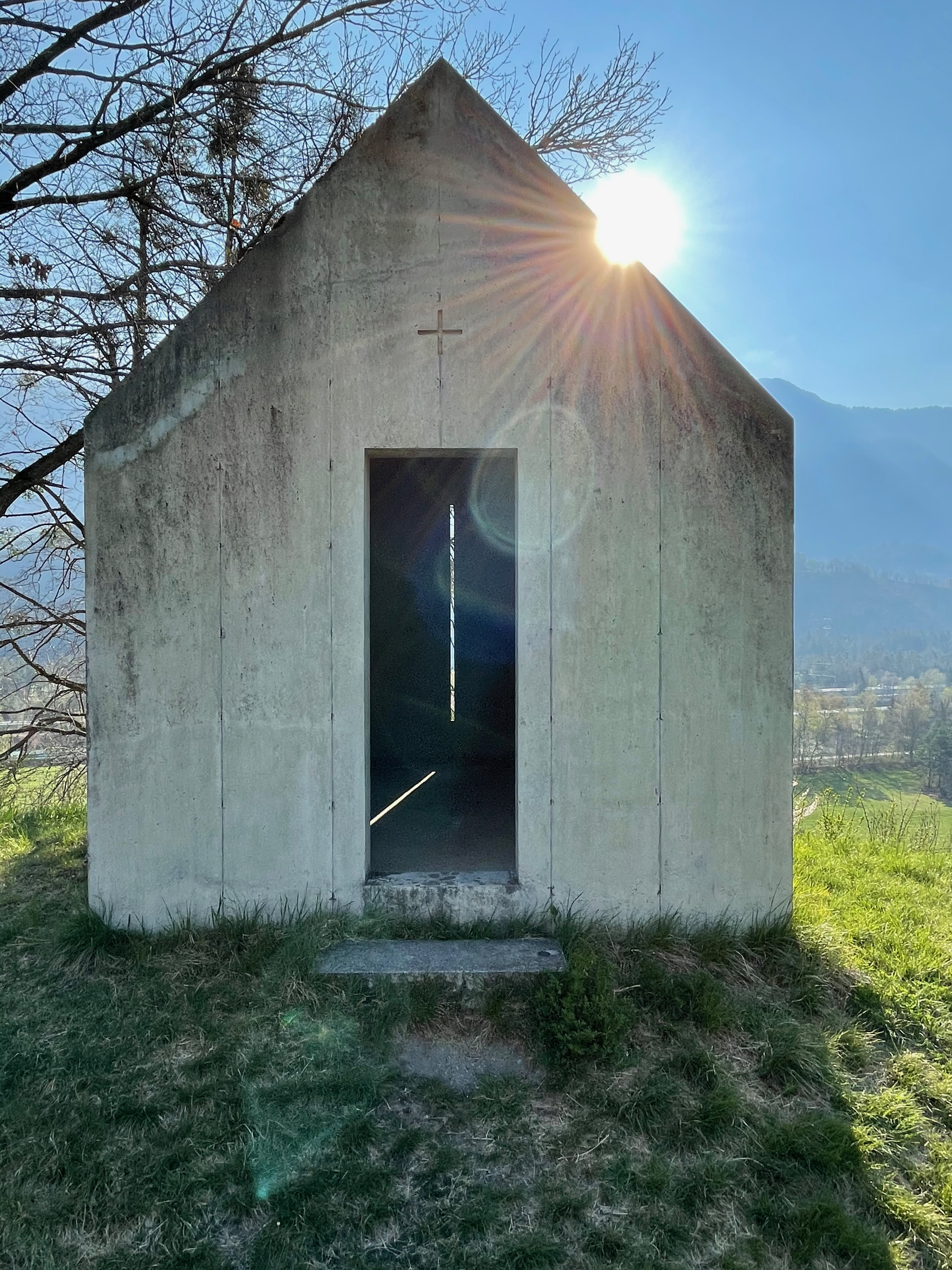
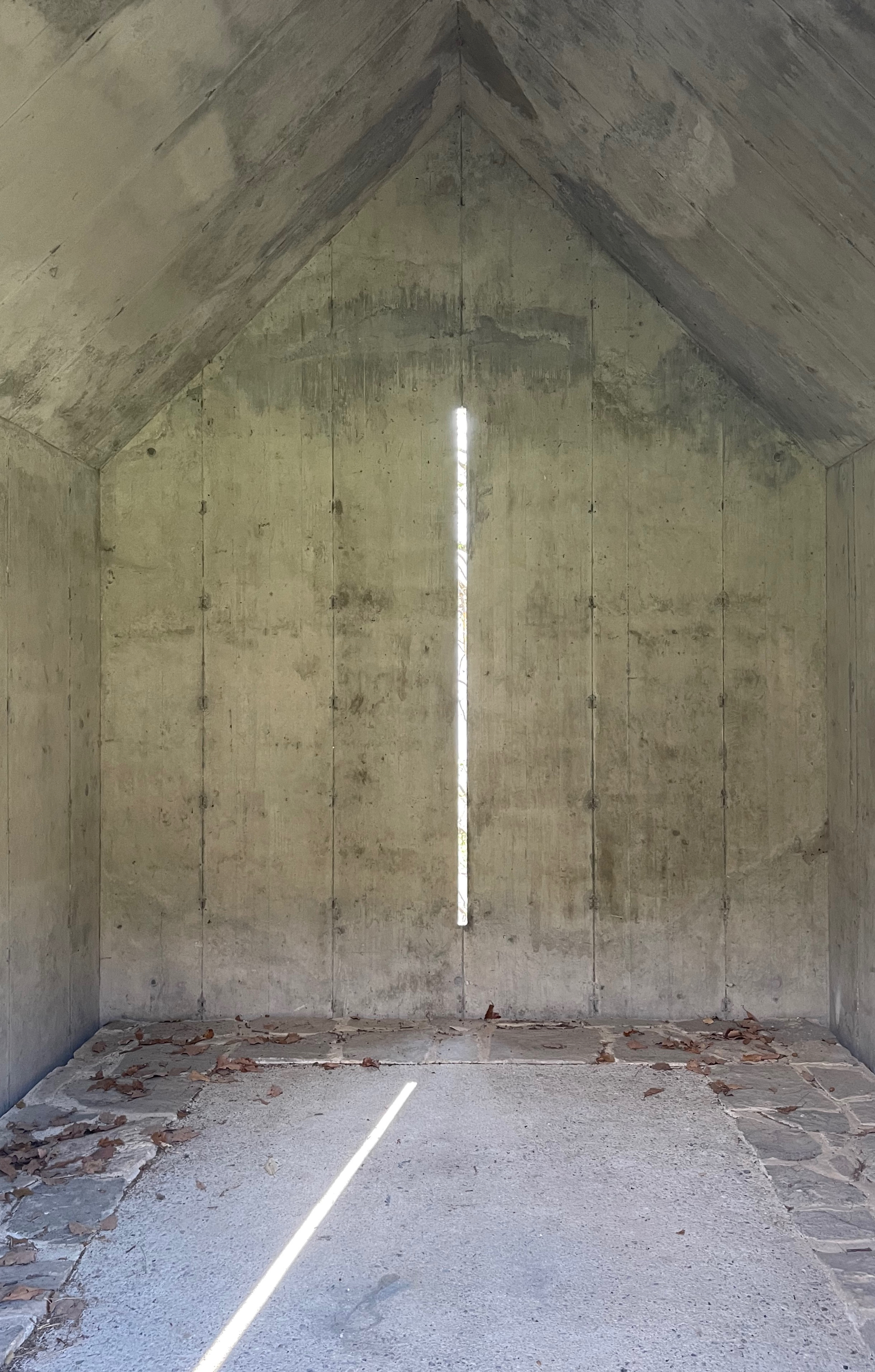

## Auszeichnungen und Preise
- 2001: Auszeichnung für gute Bauten Graubünden